# Caecilia marcusi
Caecilia marcusi là một loài lưỡng cư thuộc họ Caeciliidae.
Đây là loài đặc hữu của Bolivia.
Môi trường sống tự nhiên của chúng là rừng ẩm vùng đất thấp nhiệt đới hoặc cận nhiệt đới, các đồn điền, vườn nông thôn, và rừng thoái hóa nghiêm trọng.
Chúng hiện đang bị đe dọa vì mất môi trường sống.